# Дуанера ла Рока (Фођа)
Дуанера ла Рока (итал. Duanera la Rocca) је насеље у Италији у округу Фођа, региону Апулија.
Према процени из 2011. у насељу је живело 17 становника. Насеље се налази на надморској висини од 50 м.